# Багрий, Тамара Степановна
Тамара Степановна Багрий (укр. Тамара Степанівна Багрі́й; род. 1974) — украинская спортсменка и тренер; Мастер спорта (1998), Мастер спорта международного класса (1999), Заслуженный мастер спорта Украины (2003).

## Биография
Родилась 27 марта 1974 года в городе Чортков Тернопольской области Украинской ССР.
После окончания восьми классов школы, поступила в СПТУ, но училище не закончила. Позже окончила Ивано-Франковский колледж физического воспитания по специальности тяжелая атлетика. Тренировалась под руководством своего мужа Андрея Багрия, а также у Валерия Олефиренко. Член сборной команды Украины по пауэрлифтингу с 2002 года. В семье растёт дочь Олеся.
Тамара Багрий работает тренером-преподавателем Тернопольской ДЮСШ «Авангард» областного спортивного общества «Украина». В числе её воспитанников — Добриднев Андрей.
Её сестра Ирина Гуменная — также занимается пауэрлифтингом, является Мастер спорта Украины международного класса.

## Спортивные достижения
- Рекордсменка и чемпионка Украины по троеборью (2002, 2003).
- Чемпионка Европы в упражнении «жим лёжа» (2003).
- Серебряная (1997, 2003) и бронзовая (1999—2002) призёр чемпионатов мира.